# TBSテレビ土曜夕方5時台枠のアニメ
TBSテレビ土曜夕方5時台枠のアニメ（TBSテレビどようゆうがたごじだいわくのアニメ）は、TBSにて毎週土曜17時台に関東ローカルで放送していたテレビアニメ番組一覧である。
本項では、毎日放送テレビ（MBSテレビ）にて関西ローカルで放送されていた同時刻枠のテレビアニメについても併せて記述する。

## 概要
TBS系列は土曜日の17時台においてローカルセールス枠となっており、関東地方ではこの枠をアニメ・特撮など子供向け番組を長年軸としていた。
90年代半ばになると、MBSではアニメ枠が少なくなるのに対し、逆にTBSでは1994年4月に毎日放送テレビ制作の『まんが日本昔ばなし』を土曜19時台前半からローカルセールス枠の7時台前半に移動、1996年4月より17時台前半枠がアニメ枠に移行、1999年4月より7時台後半枠にCBCテレビ制作のゲームソフトを原作としたアニメ枠新設と、土曜日のアニメ枠を充実したことがあった。
4月・10月の期首特番『オールスター感謝祭』が放送される際には、30分繰り上げてそれぞれ16:30および17:00からの放送となる場合があった（後半枠については『ヤマトタケル』以降）。
TBSでは2007年9月29日の『ラブ★コン』最終回を最後に、毎日放送テレビでは2008年3月29日をもって、当枠におけるアニメは事実上廃止となった。現在は後半枠を全国ネット化して、かつて日曜日の夕方に放送されていた『報道特集』を放送している。

## 番組一覧

### 前半枠
- じゃりン子チエ（第1作、1981年10月3日 - 1982年3月20日）
毎日放送テレビ他と同時ネット。1982年4月9日以降は金曜19時枠へ移動。
- 少年サンタの大冒険（1996年4月6日 - 9月21日・全24話）
- きこちゃんすまいる（1996年10月5日 - 1997年9月27日・全51話）
- アニメがんばれゴエモン（1997年10月4日 - 1998年3月28日・全23話）
- アキハバラ電脳組（1998年4月4日 - 9月26日・全26話） HBCとは同時ネット。
- 魔術士オーフェン（1998年10月3日 - 1999年3月27日・全24話） HBCとは同時ネット。
- パワーストーン（1999年4月3日 - 9月25日・全26話）
- 魔術士オーフェン Revenge（1999年10月2日 - 2000年3月25日・全23話）　HBCとは同時ネット。

### 後半枠
- まんがはじめて物語（1978年5月6日 - 1984年3月） 1983年12月からTUFとは同時ネット。
- まんがどうして物語（1984年4月 - 1986年3月） TUFとは同時ネット。
- まんがなるほど物語（1986年4月 - 1988年3月） TUFとは同時ネット。
- 新・まんがなるほど物語（1988年4月 - 1989年1月） TUFとは同時ネット。
- まんがはじめて面白塾（1989年2月 - 1991年4月） TUFとは同時ネット。
- OH!MYコンブ（1991年5月 - 1991年9月）
- 少年アシベ（1991年10月 - 12月）※木曜19時枠より移動。
- 少年アシベ2（1992年10月 - 1993年3月）
- ヤマトタケル（1994年4月 - 12月）
- アメリカ物語 ファイベルの冒険（1995年1月 - 3月）
- オズ・キッズ（1995年10月 - 1996年3月）
- B'T X（1996年4月 - 1996年9月）
- 逮捕しちゃうぞ（第1期）（1996年10月 - 1997年9月）
一部ネット局では深夜帯で遅れネット。深夜アニメ誕生のきっかけを作った作品の一つでもある。
- コジコジ（1997年10月4日 - 1999年9月25日）
- 未来少年コナンII タイガアドベンチャー（1999年10月9日 - 2000年4月1日）
- サクラ大戦TV（2000年4月8日 - 9月23日）※毎日放送（MBS）との共同制作
MBSとは同時ネット。
- 無敵王トライゼノン（2000年10月 - 2001年3月）※MBS・中部日本放送（CBC）との共同制作
- 逮捕しちゃうぞ SECOND SEASON（2001年4月 - 9月）※上記同
- RAVE（2001年10月13日 - 2002年9月28日）※上記同
JNN系列局20局ネット（一部ネット局は深夜帯放映）。
- GetBackers-奪還屋-（2002年10月5日 - 2003年9月20日）
前番組同様にJNN系列20局ネット。
- 探偵学園Q（2003年10月4日 - 2004年3月20日）※火曜18時55分枠より移動。
枠移動と共に一部ネット局では打ち切りとなった。
- ラブ★コン（2007年4月7日 - 9月29日）
BS-i（現・BS-TBS）やテレビユー山形（TUY）にも遅れネット。

| TBS 土曜17時台前半枠                 | TBS 土曜17時台前半枠                                      | TBS 土曜17時台前半枠           |
| 前番組                               | 番組名                                                    | 次番組                         |
| ------------------------------------ | --------------------------------------------------------- | ------------------------------ |
| 再放送枠 ※直前は『笑ゥせぇるすまん』 | TBSテレビ土曜17時枠のアニメ （1996年4月～2000年4月）      | 単発枠                         |
| TBS 土曜17時台後半枠                 |                                                           |                                |
| おくさまは18歳（再） ※30分繰上げ     | TBSテレビ土曜17時30分枠のアニメ （1978年5月～1991年12月） | 東京ラブパラダイス             |
| 東京ラブパラダイス                   | TBSテレビ土曜17時30分枠のアニメ （1992年10月～1993年3月） | 電光超人グリッドマン           |
| 電光超人グリッドマン                 | TBSテレビ土曜17時30分枠のアニメ （1994年4月～1995年3月）  | ウルトラマンパワード           |
| ウルトラマンG                        | TBSテレビ土曜17時30分枠のアニメ （1995年10月～2004年3月） | チャンネル☆ロック!             |
| ウルトラマンメビウス ※CBC制作        | TBSテレビ土曜17時30分枠のアニメ （2007年4月～9月）        | チャンネル☆ロック! ※30分繰下げ |

## 毎日放送テレビ（MBSテレビ）土曜17時台枠のアニメ

### 前半枠
- 仮面ライダースーパー1＜特撮＞ (1981年4月18日 - 10月3日)
TBSでは土曜7時枠。
- じゃりン子チエ（第1作、1981年10月3日 - 1982年3月20日）
TBS、SBC、RSKと同時ネット。金曜19時枠へ移動及び全国ネットに昇格。
- 銀河漂流バイファム (1984年4月7日 - 9月8日)
1983年10月21日 - 1984年3月30日の間は金曜19時枠で全国ネット放送であったが、視聴率不振で大半のネット局で打ち切られ、TBSより1日遅れ
- 三丁目の夕日（1991年4月13日 - 9月）
1990年10月12日 - 1991年3月22日の間は金曜19時枠で全国ネット放送であったが、視聴率不振で大半のネット局で打ち切られ、毎日放送テレビのみの関西ローカル放送となった。
- チエちゃん奮戦記 じゃりン子チエ（1991年10月19日 - 12月28日）
TBSなどでは未放送（主に西日本地域のJNN系列局で放送）。1992年2月4日以降は火曜19時枠へ移動。
- まんが日本昔ばなし【第2期】(1994年4月 - 1997年9月)
TBSでは土曜7時枠。

### 後半枠
- プラレス三四郎
- ビデオ戦士レザリオン
上記2作品はTBSほか系列局では日曜17時枠にて放送。毎日放送テレビのみ『素人名人会』放送の関係で先行ネット。
- まんが日本昔ばなし(第2期。再放送。1997年10月 - 2000年3月)

（この間はTBS製作アニメの同時もしくは遅れネット）
- H2（再放送。朝日放送テレビ製作）
- 機動戦士ガンダムSEED DESTINY（再放送。2005年 - 2006年3月）
CBCテレビ制作『ウルトラマンメビウス』同時ネットに伴い、『アニメシャワー』枠へ移動。
- おおきく振りかぶって（2007年4月 - 2007年10月）※TBSとの共同制作
TBSほかの放送局では深夜アニメとして放送されたが、毎日放送テレビのみ本放送時は唯一全日枠での放送だった。
2010年4月1日より第2期『〜夏の大会編〜』が木曜の深夜枠に放送された（TBSとは同日ネット）。
- コードギアス 反逆のルルーシュ（第1期。再放送。2007年10月 - 2008年3月）
シリーズ途中をもって当枠が廃止されたため、残りの放送分は土曜深夜の『アニメシャワー』枠で集中放送した（3月29日・4月5日。その直後の4月6日より日曜17時枠全国ネットにて第2期『R2』が放送された）。